# 岐阜県立衛生専門学校
岐阜県立衛生専門学校（ぎふけんりつえいせいせんもんがっこう）とは、岐阜県岐阜市にある岐阜県が運営する公営の専修学校。

## 沿革
- 1954年（昭和29年）- 岐阜県立高等看護学院として開校。看護3年課程。
- 1966年（昭和41年）- 岐阜県立医科大学付属看護学校開設に伴い同医科大学に移管される。
- 1967年（昭和42年）- 岐阜県立医科大学附属病院を移管、岐阜大学医学部附属病院となる。それ伴い、附属看護学校も国立移管（後の岐阜大学医療技術短期大学部、現・医学部看護学科）されたため、分離の形で岐阜県立高等看護学院を再び開設する。
- 1971年（昭和46年）- 岐阜県立歯科衛生士学院、岐阜県立歯科技工士学院と統合し岐阜県立衛生専門学院に改称。
- 1981年（昭和56年）- 岐阜県立衛生専門学校に改称。

## 構成学科
- 助産学科（全日制：1年課程）
- 第一看護学科（全日制：3年課程）
  - 卒業により看護師国家試験の受験資格が取れる。
- 第二看護学科（全日制：2年課程）
  - 准看護師が入学。卒業により看護師国家試験の受験資格が取れる。
- 歯科技工学科（全日制：2年課程）
- 歯科衛生科（全日制：3年課程）

## 所在地
- 岐阜県岐阜市野一色4-11-2
  - 岐阜県総合医療センターに隣接。

## 交通機関

### 鉄道
- JR高山本線 長森駅下車、徒歩で約20分。
- 名鉄各務原線 切通駅下車、徒歩で約20分。

### 岐阜バス
- JR岐阜駅バスターミナル13番のりば・名鉄岐阜のりば6番のりば
  - 「岐阜県総合医療センター」行き「岐阜県総合医療センター」バス停（終点）下車、徒歩で約3分。
  - 「水海道」・「諏訪山団地」・「三柿野駅前」・「各務原高校」行き「岐阜県総合医療センター口」バス停下車徒歩で約8分。